# Model Nagel-Schreckenberg
El model de Nagel i Schreckenberg (Na-Sch) és un model de flux de trànsit vehicular amb un autòmat cel·lular (AC) probabilístic. Per tant, és un model d'espai i temps discrets, en què cada cèl·lula de l'autòmat equival a un vehicle en moviment amb certa velocitat, {\displaystyle v},o un espai buit de l'avinguda on es troben els vehicles.
El model Na-Sch original serveix per modelar autopistes d'un carril (ja sigui obertes o en circuit) amb vehicles homogenis.
Creat el 1992 pels científics Kai Nagel i Michael Schreckenberg, aquest model ha esdevingut la base de molts altres models discrets de trànsit vehicular, per la seva senzillesa, sense la qual no és capaç de modelar adequadament els fenòmens de congestió en autopistes. Això passa perquè les gràfiques de densitat de trànsit vs. flux de trànsit són molt similars a les observades empíricament en diverses avingudes reals. A més, una simulació d'aquest model permet observar les ones de trànsit comunes en el flux vehicular.

## Model Na-Sch

### Paràmetres
Abans d'introduir les regles de l'AC, s'esmenten els paràmetres relatius al model:
- Cada vehicle té associada una posició {\displaystyle x} a l'autopista. Com que és un AC un espai discret, cada cèl·lula equival a un vehicle o una cèl·lula buida. Per convenció, la posició és creixent, a partir d'un índex 0.
- Cada vehicle té una velocitat {\displaystyle v} associada, que és un valor sencer, tal que: {\displaystyle v\in \{0,1,\ldots ,v_{max}\}}.
- {\displaystyle V_{max}}és la màxima velocitat que pot assolir qualsevol dels vehicles.
- {\displaystyle P} és la probabilitat que un vehicle redueixi la seva velocitat aleatòriament. Si {\displaystyle p=0}, el model es coneix com Na-Sch determinista, en cas contrari es coneix com Na-Sch no determinista. Aquesta probabilitat es pot veure com la causant de congestió aleatòries en un flux de trànsit normal, causat en la realitat per algun motiu arbitrari (com una distracció del conductor abans de començar a accelerar).
- {\displaystyle B}es coneix com la bretxa, que és la distància en cèl·lules que separa un vehicle del seu predecessor (el vehicle immediatament davant d'ell).

Cal aclarir que la velocitat està donada en cèl·lules per unitat de temps, i es tracta d'un AC discret, el temps corre en unitats, de manera que parlar d'una velocitat {\displaystyle n}equival a dir que un vehicle es mourà {\displaystyle n} cèl·lules cap endavant en un pas de temps.

### Regles del model Na-Sch
El model Na-Sch consta de 4 regles per modelar el comportament d'un vehicle qualsevol a l'autopista. Aquestes regles es refereixen a l'acceleració, frenada i moviment dels vehicles:
- Regla 1.- Acceleració: {\displaystyle v=min(v+1,v_{max})}, és a dir, si encara no s'arriba a la velocitat maxima, accelerar en una unitat.
- Regla 2.- Frenada per la interacció amb altres vehicles: {\displaystyle v=min(v,b)}, és a dir, la velocitat serà igual al mínim entre la velocitat calculada en la regla 1 i la bretxa amb el predecessor. Això evitarà que el vehicle colpegui el predecessor (el model Na-Sch original no modela accidents vehiculars).
- Regla 3.- Frenada aleatòria: amb probabilitat {\displaystyle p}, {\displaystyle v=max(v-1,0)}, és a dir, amb probabilitat {\displaystyle p}, si el vehicle encara no està completament detingut, la seva velocitat (la calculada en la regla 2) es redueix en una unitat. Si {\displaystyle p=0} (model Na-Sch determinista), aquesta regla mai no es porta a terme.
- Regla 4.- Moviment: {\displaystyle x=x+v}, és a dir, s'actualitza la posició del vehicle amb la seva nova velocitat {\displaystyle v}(la calculada en la regla 3).

### Autòmat cel·lular
Es tracta d'un AC, cal recordar que aquestes regles s'apliquen a tots els vehicles de manera homogènia i en paral·lel (al mateix temps). L'AC del model Na-Sch tindrà una lattice unidimensional, amb {\displaystyle L} cèl·lules. Els veïnatges estan donats per la interacció dels vehicles i els seus predecessors (les bretxes). Els estats possibles d'un vehicle són els enters entre 0 i {\displaystyle v_{max}}. La funció de transició de l'AC està donada per les 4 regles del model Na-Sch.
El model Na-Sch pot utilitzar un AC amb condicions de frontera ja sigui 'periòdiques' (amb el qual l'autopista es visualitza com un circuit tancat on el nombre de vehicles {\displaystyle N}es conserva), o ' obertes '(on els vehicles entren per un extrem i surten per l'altre, el nombre de vehicles pot variar en aquest cas).

### Modelació de la realitat
D'acord amb els autors del model, un AC que modeli trànsit vehicular en una autopista amb les regles anteriors servirà per modelar en la realitat una autopista amb les següents característiques:
- Cèl·lules de 7.5m de longitud (que equivalen a la mida mitjana dels vehicles més la seva distància amb els seus predecessors (les bretxes) en una congestió).
- Unitats de temps de # 1s, per {\displaystyle v_{max}=5}.
- Com els vehicles tenen velocitats que són múltiples d'1 cel/s, això correspon amb 27 km/h. Per tant, si {\displaystyle v_{max}=5}, això correspon amb 135 km/h.

## Variants
Encara tractant-se d'un model elemental, ja que traient-li qualsevol dels seus components, el model ja no reflectiria la realitat, el model Na-Sch únicament serveix per modelar autopistes congestionades, amb vehicles uniformes i en un únic carril.
Per modelar altres aspectes del trànsit (varietat de vehicles, múltiples carrils, o més interessant encara, altres fenòmens com diferents formes d'interacció entre els vehicles, els accidents vehiculars, les cruïlles en avingudes, els canvis de carril, la interacció amb semàfors, les entrades en autopistes, etc.) es poden utilitzar altres models, o basant-se en el model Na-Sch, modificar aquest per captar altres realitats que puguin modelar.
Avui en dia hi ha múltiples models de trànsit vehicular estretament relacionats i basats en el model Na-Sch amb les seves quatre regles fàcilment recognoscibles.
Alguns dels models derivats del model Na-Sch són els següents:
- Models de múltiples carrils. Que consideren autopistes multicarril (almenys dos carrils) i proporcionen regles que permeten el canvi dels vehicles entre carrils.
- Models d'accidents vehiculars. Que afegeixen certes condicions per simular la presència de les anomenades situacions perilloses que provocarien un accident vehicular. Els accidents en realitat no es porten a terme, però sí que es marquen per indicar la presència d'aquestes situacions, que de desenvolupar-se com haurien, causarien, de fet, un accident.
- Model Knospe, Sant, Schadschneider, Schreckenberg. És un model basat en el Na-Sch que utilitza vehicles de longituds majors a 1 cèl·lula i que considera efectes anticipatius per modelar, de manera més  realista, el trànsit vehicular. Considera l'ús de llums de fre dels vehicles com un mitjà per millorar la interacció entre els mateixos, i així aconseguir una actitud de conducció molt més suau que la que té el model Na-Sch. Aquests mateixos investigadors han proposat un model multicarril per a aquestes condicions.